# آنتونی ایچیرو ساندا
آنتونی ایچیرو ساندا (انگلیسی: Anthony Ichiro Sanda؛ زاده ۴ مارس ۱۹۴۴) یک دانشمند اهل ژاپن است.